# Vărăști
Vărăști est une commune du județ de Giurgiu en Roumanie.